# Teofil Trzciński
Teofil Trzciński (ur. 19 grudnia 1878 w Krakowie, zm. 25 grudnia 1952 tamże) – polski dyrektor i reżyser teatralny.

## Życiorys
Urodził się w rodzinie Sebastiana Trzcińskiego, rzeźnika, i Józefy z Miaskowskich, miał siostry Józefę i Florentynę. Uczęszczał do klasycznego gimnazjum Zakładu Naukowo-Wychowawczego Ojców Jezuitów w Chyrowie. W latach 1896–1902 studiował początkowo prawo, a następnie filozofię na Uniwersytecie Jagiellońskim, a teatr i muzykę w Monachium. W latach 1902–1908 współpracownik dzienników krakowskich, w latach 1924–1925 redagował krakowskie Listy z teatru (przy współpracy Tadeusza Świątka). W latach 1908–1918 prowadził w Krakowie przedsiębiorstwo koncertowe, w latach 1918–1926 i 1929–1932 był dyrektorem Teatru Miejskiego im. J. Słowackiego w Krakowie. Zasłużył się staraniem o wysoki poziom repertuaru i pracami reżyserskimi, m.in. wystawieniem Odprawy posłów greckich na dziedzińcu wawelskim oraz nowymi inscenizacjami Kordiana i Dziadów. 
Od 1924 jego żoną była aktorka Jadwiga Zaklicka (1902–1963).
Zmarł w Krakowie. Pochowany na cmentarzu Rakowickim w Krakowie.

## Ordery i odznaczenia
- Krzyż Oficerski Orderu Odrodzenia Polski (28 kwietnia 1926)[2][3]
- Złoty Krzyż Zasługi (trzykrotnie: 28 stycznia 1939[4], 15 czerwca 1946[5], 22 lipca 1952[6])
- Krzyż Oficerski Orderu Korony Włoch (Włochy, przed 1938)[7]